# Баркер, Клайв
Клайв Ба́ркер (англ. Clive Barker, род. 5 октября 1952[…], Ливерпуль, Ланкашир) — британский писатель-фантаст. Режиссёр и сценарист, автор многих бестселлеров. Является одним из родоначальников поджанра хоррор — сплаттерпанк. На литературном поприще начинал как драматург; в то время он играл в театре и ставил спектакли. Создатель фильмов «Восставший из ада», «Кэндимен», а также «Ночной народ», «Повелитель иллюзий» и «Святой грешник». Кроме того, Баркер известен как живописец и фотограф: его работы выставлялись в Нью-Йорке и Лос-Анджелесе.

## Биография
Родился 5 октября 1952 года в Англии, недалеко от Пенни Лэйн, Ливерпуль. Родители Клайва итало-ирландского происхождения. Отец Лин работал в отделе кадров в системе образования а мать Джоан — служащей в системе образования. У Клайва есть брат, которого зовут Кристофер. Школьное обучение Баркер прошёл в престижной Quarry Bank School, в которой в своё время учился Джон Леннон. Уже в школе Баркер занялся писательством, где редактировал школьный журнал «Humphri». После окончания школы поступил в Ливерпульский университет на факультет английской литературы и философии. По собственному признанию, в эти годы ему приходилось заниматься гомосексуальной проституцией, потому что ему не хватало денег. Данный сексуальный опыт, включая БДСМ-практики, оказал влияние на его творчество в дальнейшем, и в частности, вдохновил его на создание культового фильма «Восставший из ада».
В 1974 году вместе с друзьями Баркер создаёт группу The Dog Company, в которой исполняются пьесы жанра Гран-гиньоль, в основном посвящённые тематике ужаса. Вскоре Баркером были сняты первые любительские короткометражные фильмы «Salome» и «Forbidden». Первый фильм снят в возрасте 21 год, второй — 26 лет. В фильмах поначалу снимались друзья Баркера по The Dog Company. Вскоре Баркер переезжает в Лондон, где рисует, пишет пьесы и рассказы. В 1983 году работы Баркера попадают к Рэмзи Кэмпбеллу, который знакомит его с Дугласом Винтером — критиком и редактором. В 1984 году выходит сборник рассказов в формате трёх томов под названием Книги крови (Books of Blood). Сборник не имел большого успеха в Великобритании, но заявил о себе в США.
В 1985 году Баркер получает «Всемирную премию фентези» за Книги крови. В этом же году выходит первый роман Баркера «Проклятая игра» (The Damnation Game), который был выдвинут на Bram Stoker Award за лучший дебют и на Букеровскую премию. В том же 1985 году он написал сценарий для фильма «Подземный мир». После разочарования в двух адаптациях собственных рассказов (Rawhead Rex (1985) и Transmutations (1987)) Баркер решает заняться режиссурой. Так он снял фильм «Восставший из ада» (1987). Бюджет фильма составлял менее миллиона долларов, а в качестве Пинхэда снялся друг и одноклассник Баркера Даг Брэдли. В 1987 году вышел второй роман Баркера Сотканный мир (Weaveworld), в следующем году вышел роман «Кабал» (в России известен как «Племя тьмы»).
1989 год ознаменовался выходом первого романа трилогии The Art «Явление тайны» (The Great and Secret Show). В 1990 году Баркером было экранизировано своё произведение Кабал, фильм получил название Ночное племя. После выхода фильма последовало издание иллюстрированного сценария, серии комиксов Epic Comics, а также две аркадные игры. В этом же году Баркер приобретает старый лондонский дом в Георгианском стиле и начинает работу над своим самым любимым проектом — фэнтезийным романом Имаджика (Imajica), который Баркер писал в течение полутора лет. В 1991 году Клайв получает звание Грандмастер от Ассоциации Писателей Ужасов. Кроме того в 1991 году вышел альбом Pandemonium, где можно найти картины Баркера и его неизданные пьесы.
В 1992 году Клайв переезжает в США — в Беверли-Хиллз, где живёт в большом доме испанского стиля двадцатых годов. В этом же году выходит детская сказка The Thief of Always: A Fable с иллюстрациями автора, которая впоследствии была внесена министерством образования Великобритании в обязательный список литературы для чтения в средней школе. Вскоре по рассказу Forbidden ставится фильм Кэндимен, однако Баркер выступил исполнительным продюсером фильма, а не режиссёром. В марте-апреле 1993 года проходит выставка картин Баркера под названием One Person Show, продолжают издаваться комиксы. Также Баркер расписал помещение ночного Нью-Йоркского клуба Light Wisdom And Sound. В 1994 году вышел второй роман трилогии, он получил название Everville.
В 1995 году Баркер вновь выступает в качестве режиссёра, на этот раз он снимает фильм Повелитель иллюзий. Ассоциацией кинопрокатчиков фильм был сокращён на 12 минут. В 1996 году вышел роман Sacrament, в котором было множество автобиографичного материала. В 1997 году выходит фильм Quicksilver Highway, где Баркер сыграл небольшую роль, а один из эпизодов был снят по его сценарию. Также в этом году Баркер впервые ставит хэллоуиновское шоу на студии Universal Pictures, которое называлось Halloween Horror Nights.
В 1998 году выходит роман Галили (Galilee), в котором Баркер смешал готический роман с романтической историей. В этом же году фильм Боги и монстры, который Баркер продюсировал, получает Оскар за лучшую адаптацию сценария. В октябре Баркер ставит второе шоу для студии Universal — Clive Barker’s Freakz — Halloween Horror Nights II, в 1999 — Clive Barker’s Hell — Halloween Horror Nights III, в 2000 году — Clive Barker’s Harvest. Эти шоу длятся с середины до конца октября.
20 августа 1999 года умирает отец Баркера Лин. Осенью 2000 года Баркер официально вступил в брак с чернокожим фотохудожником Эмилианом Дэвидом Армстронгом.
В 2001 году вышел новый роман Клайва «Каньон холодных сердец» (Cold Heart Canyon), вышла игра Clive Barker’s Undying, к которой Баркер создал сюжет, героев. 2002 год ознаменовался выходом фильма «Saint Sinner», который был снят по рассказу Баркера. Также в этом году вышла первая книга серии «Абарат» — детская сказочная книга, в которой можно найти множество иллюстраций, сделанных самим Баркером. 23 октября 2007 года вышла игра Clive Barker’s Jericho по мотивам Клайва Баркера. В 2008 году вышел фильм, снятый по его рассказу «Полуночный мясной экспресс» (Midnight Meat Train). Клайв выступил в роли продюсера этого фильма. Также в этом году вышел фильм «Книга крови» (Book of Blood), а в 2009 году — фильм «Страх» (Dread).
В начале 2012 года Баркер, едва не умер на приёме у стоматолога. Во время лечения больного зуба, у писателя случился токсический шок, после чего он впал в кому. Врачи оценивали его состояние как крайне тяжелое. Подключенный к аппарату искусственного дыхания, он находился в палате интенсивной терапии около недели, после чего пришёл в себя. В 2013 году взялся за написание сценария ремейка «Восставшего из ада».

## Отдельные романы
- 1985 Проклятая игра / The Damnation Game
- 1986 Восставший из ада / The Hellbound Heart (Адское сердце, Обречённое сердце)
- 1987 Сотканный мир / Weaveworld
- 1988 Племя тьмы / Cabal
- 1989 Великое и тайное представление / The Great and Secret Show (Явление тайны)
- 1992 Вечный похититель / The Thief of Always
- 1994 Эвервилль / Everville
- 1995 Таинство / Sacrament
- 1998 Галили / Galilee
- 2001 Каньон Холодных Сердец / Coldheart Canyon
- 2007 Книга демона, или Исчезновение мистера Б./Mister B. Gone
- 2015 Алые песнопения / The Scarlet Gospels

## Серии
Книги крови
- Книга крови 1 / Book of Blood, Volume 1:

1. Книга крови / The Book Of Blood (1986)
2. Полуночный поезд с мясом / The Midnight Meat Train (1986)
3. Йеттеринг и Джек / The Yattering and Jack (1986)
4. Блюз свиной крови / Pig Blood Blues (1986)
5. Секс, смерть и сияние звезд / Sex, Death and Starshine (1986)
6. В горах, города / In the Hills, the Cities (1984)

- Книга крови 2 / Book of Blood, Volume 2:

1. Страх / Dread (1984)
2. Адский забег / Hell’s Event (1986)
3. Жаклин Эсс: её последняя воля и завещание / Jacqueline Ess: Her Will and Testament (1984)
4. Кожа отцов / The Skins of the Fathers (1986)
5. Новые убийства на улице Морг / New Murders in the Rue Morgue (1986)

- Книга крови 3 / Book of Blood, Volume 3:

1. Сын целлулоида / Son of Celluloid (1984)
2. Голый мозг / Rawhead Rex (1986)
3. Исповедь савана / Confessions of a (Pornographer’s) Shroud (1986)
4. Козлы отпущения / Scape-Goats (1986)
5. Остатки человеческого / Human Remains (1986)

- Книга крови 4 / Book of Blood, Volume 4:

1. Политика тела / The Body Politic (1986)
2. Нечеловеческое состояние / The Inhuman Condition (1987)
3. Откровение / Revelations (1992)
4. Приди, Сатана! / Down, Satan! (1986)
5. Время желаний / The Age of Desire (1985)

- Книга крови 5 / Book of Blood, Volume 5:

1. Запретное / The Forbidden (1985)
2. Мадонна / The Madonna (1986)
3. Дети Вавилонской башни / Babel’s Children (1986)
4. Во плоти / In the Flesh (1988)

- Книга крови 6 / Book of Blood, Volume 6:

1. Жизнь смерти / The Life of Death (1988)
2. Как истекают кровью мерзавцы / How Spoilers Bleed (1988)
3. Сумерки над башнями / Twilight at the Towers (1988)
4. Последняя иллюзия / The Last Illusion (1988)
5. Книга крови (Послесловие): На улице Иерусалима / Book Of Blood (A Postscript): On Jerusalem Street (1985)

- 1989 Первая Книга Искусства. Явление Тайны / Book of The Art 1. The Great and Secret Show
- 1994 Вторая Книга Искусства. Эвервилль / Book of The Art 2. Everville
- 1991 Имаджика / Imajica
- 1995 Имаджика 1: Пятый Доминион / Imajica 1. The Fifth Dominion
- 1995 Имаджика 2: Примирение / Imajica 2. The Reconciliation
- 2002 Абарат 1: Первая книга часов / Abarat 1. Abarat: The First Book of Hours
- 2004 Абарат 2: Дни магии, ночи войны / Abarat 2. Days of Magic, Nights of War
- 2010 Абарат 3: Абсолютная полночь / Abarat 3. Absolute Midnight

## Сборники рассказов
- 1984 Сын целлулоида / Son of Celluloid
- 1984 Жаклин Эсс: её последняя воля и завещание / Jacqueline Ess: Her Will and Testament [= Её последняя воля]
- 1984 В горах, города / In the Hills, the Cities [= В горах, в городах]
- 1984 Страх / Dread
- 1985 Запретное / The Forbidden
- 1985 Время желаний / The Age of Desire
- 1985 Книга крови (Послесловие): На улице Иерусалима / Book Of Blood (A Postscript): On Jerusalem Street
- 1986 Йеттеринг и Джек / The Yattering and Jack
- 1986 Кожа отцов / The Skins of the Fathers
- 1986 Секс, смерть и сияние звёзд / Sex, Death and Starshine
- 1986 Козлы отпущения / Scape-Goats
- 1986 Голый мозг / Rawhead Rex
- 1986 Блюз свиной крови / Pig Blood Blues
- 1986 Новые убийства на улице Морг / New Murders in the Rue Morgue
- 1986 Полуночный поезд с мясом / The Midnight Meat Train
- 1986 Мадонна / The Madonna
- 1986 Остатки человеческого / Human Remains
- 1986 Адский забег / Hell’s Event
- 1986 Приди, Сатана! / Down, Satan! [= Изыди, Сатана!]
- 1986 Исповедь савана / Confessions of a (Pornographer’s) Shroud
- 1986 Политика тела / The Body Politic [= Восстание]
- 1986 Дети Вавилонской башни / Babel’s Children
- 1986 Книга крови / The Book Of Blood
- 1988 Сумерки над башнями / Twilight at the Towers
- 1988 Жизнь смерти / The Life of Death
- 1988 Последняя иллюзия / The Last Illusion
- 1988 Как истекают кровью мерзавцы / How Spoilers Bleed [= Они заплатили кровью]
- 1988 Приход к грусти / Coming to Grief
- 1988 Кабал / Cabal [= Племя тьмы]
- 1988 Во плоти / In the Flesh
- 1992 Откровение / Revelations
- 1993 Гермион и луна / Hermione and the Moon [= «Покойник» / «The Departed»]
- 1994 Звериная жизнь / Animal Life
- 1995 На берегах Амена / On Amen’s Shore
- 1995 Властелин Иллюзий / Lord of Illusions
- 1995 Воплощения: Три Пьесы / Incarnations: Three Plays
- 1996 Небесные Формы: Три Пьесы / Forms of Heaven: Three Plays
- 1997 Лучшее Клайва Баркера / The Essential Clive Barker
- 1998 Книги Крови, Тома 1-3 / Books of Blood: Volumes One to Three
- 2002 Clive Barker’s Tapping the Vein

## Эссеистика
- 2009 The Painter, The Creature and The Father of Lies: Essays by Clive Barker

## Фильмография

### Режиссёр
- 1973 — Саломея
- 1978 — Запретное
- 1987 — Восставший из ада
- 1990 — Ночной народ
- 1995 — Повелитель иллюзий

### Сценарист (на основании литературного произведения)
- 1973 — Саломея
- 1978 — Запретное
- 1985 — Подземный мир
- 1986 — Царь зла / Rawhead Rex
- 1992 — Кэндимен / Candyman
- 2008 — Полуночный экспресс / The Midnight Meat Train
- 2008 — Книга крови / Book Of Blood
- 2009 — Страх / Dread
- 2020 — Книги крови / Books of Blood

### Актёр
- 1973 — Саломея —
- 1978 — Запретное —
- 1992 — Лунатики — судмедэксперт
- 1997 — Автострада — (сюжет «Политика тел») — врач-анестезиолог

### Продюсер
- 2006 — Чума

## Сценарии к компьютерным играм
- Clive Barker’s Nightbreed: The Action Game (1990)
- Clive Barker’s Nightbreed: The Interactive Movie (1990)
- Clive Barker’s Undying (2001)
- Clive Barker’s Jericho (2007)
- Clive Barker's Hellraiser: Revival (2026)

## Озвучивание компьютерных игр
- 2001 — Clive Barker’s Undying — Амброзий Ковенант[7][8]

## Награды и номинации

### Награды
- 1985 «Всемирная премия фэнтези», Победитель в разделе «Лучший Сборник»: Книги Крови Том 1 / Books of Blood Volume 1
- Фестиваль Fantasporto 1988 года. Приз критики — «Восставший из ада» (Hellraiser)
- Кинофестиваль в Авориазе 1991 года. Специальный приз жюри по разделу «фантастика»: «Ночное племя» (Nightbreed).
- 1991 — Звание грандмастер от Ассоциации писателей ужасов.

### Номинации
- 1985 World Fantasy, Номинант в разделе «Лучшая Новелла»: Jacqueline Ess: Her Will and Testament
- 1986 World Fantasy, Номинант в разделе «Лучший Сборник»: Книги Крови Том 4 / Books of Blood Volume 4
- 1986 World Fantasy, Номинант в разделе «Лучшая Новелла»: Проклятая игра / The Damnation Game
- 1987 World Fantasy, Номинант в разделе «Лучшая Новелла»: Восставший из ада / The Hellbound Heart
- 1988 World Fantasy, Номинант в разделе «Лучший Роман»: Сотканный мир / Weaveworld
- 1988 Номинант премии Брэм Стокер за первый роман: Проклятая игра / The Damnation Game
- 1996 Lambda Awards, Номинант в разделе «Лучший Роман»: Таинство / Sacrament
- 2005 British Fantasy Society, Номинант в разделе «Лучший Роман»: Абарат: Первая Книга Часов / Abarat: The First Book of Hours